# Hong Kong Tennis Classic
L'Hong Kong Tennis Classic (formalmente conosciuto anche come JB Group Classic e Watsons Water Champions Challenge) 
è un torneo di esibizione di tennis che si gioca a Hong Kong nella prima settimana di gennaio. 
È un torneo di preparazione all'Australian Open.
In origine la formula prevedeva la composizione di due gironi all'italiana di quattro tenniste, le vincenti dei gironi si sarebbero poi affrontate in finale.
Nel 2009 la formula è stata rivoluzionata. Partecipano quattro squadre: una americana, una asiatica, una europea e una russa. Le quattro formazioni si affrontano partendo dalle semifinali e ogni incontro è costituito da tre incontri di singolare e uno di doppio.
Chi vince la propria semifinale accede alla Gold Group Final, chi perde gioca la Silver Group final (finale 3º-4º posto).

## Torneo del 2011
Come nell'edizione precedente anche gli uomini possono partecipare al torneo.  
Ogni incontro e formato da 3 incontri di singolare e uno di doppio misto.

### Squadre del 2011
| Squadra           | Giocatori                                           |
| ----------------- | --------------------------------------------------- |
| Squadra americana | Venus Williams Melanie Oudin John McEnroe           |
| Squadra asiatica  | Li Na Zhang Ling Mark Philippoussis                 |
| Squadra europea   | Caroline Wozniacki Aravane Rezaï Stefan Edberg      |
| Squadra russa     | Vera Zvonarëva Marija Kirilenko Evgenij Kafel'nikov |

## Albo d'oro

### Singolare
| Anno | Campione                                                          | Finalista                                                           | Punteggio     |
| ---- | ----------------------------------------------------------------- | ------------------------------------------------------------------- | ------------- |
| 2011 | Squadra russa Vera Zvonarëva Marija Kirilenko Evgenij Kafel'nikov | Squadra europea Caroline Wozniacki Aravane Rezaï Stefan Edberg      | 3-1           |
| 2010 | Squadra russa Marija Šarapova Vera Zvonarëva Evgenij Kafel'nikov  | Squadra europea Caroline Wozniacki Viktoryja Azaranka Stefan Edberg | 2-1           |
| 2009 | Squadra americana Venus Williams Gisela Dulko Coco Vandeweghe     | Squadra russa Vera Zvonarëva Anna Čakvetadze Aleksandra Panova      | 3-1           |
| 2008 | Venus Williams                                                    | Marija Šarapova                                                     | 6-4, 6-3      |
| 2007 | Kim Clijsters                                                     | Marija Šarapova                                                     | 6-3, 7–6(8)   |
| 2006 | Kim Clijsters                                                     | Lindsay Davenport                                                   | 6-3, 7-5      |
| 2005 | Elena Dement'eva                                                  | Venus Williams                                                      | 6-3, 6-2      |
| 2004 | Venus Williams                                                    | Marija Šarapova                                                     | 7-5, 6-3      |
| 2003 | Monica Seles                                                      | Chanda Rubin                                                        | 5-7, 6-1, 6-2 |
| 2002 | Jennifer Capriati                                                 | Elena Dement'eva                                                    | 1-6, 6-4, 6-4 |
| 2001 | Jelena Dokić                                                      | Anna Kurnikova                                                      | 7–6(3), 6-3   |
| 2000 | Jennifer Capriati                                                 | Martina Hingis                                                      | 7-6, 4-6, 6-3 |
| 1999 | Venus Williams                                                    | Steffi Graf                                                         | 2-2 rit.      |